# Storrumskontor
|  | Sammenskrivningsforslag Artiklerne Kontorlandskab, Storrumskontor er foreslået sammenskrevet. (Siden september 2021) Diskutér forslaget |

 Denne artikel bør gennemlæses af en person med fagkendskab for at sikre den faglige korrekthed.

Et storrumskontor er en del af et kontorlandskab som igen er et arbejdsrum, en etageplan over opstillingen af de traditionelle skriveborde, buede skærme, potteplanter, og organisk geometri. Kontorlandskab (tysk: bürolandschaft) var en tidlig bevægelse (1950'erne), der ønskede at skabe en kontorareal-planlægning, byggende på åbne, overskuelige løsninger. 

## Historie
Store, åbne kontormiljøer har eksisteret i meget lang tid. Men disse bestod ofte af mange, identiske rækker af skriveborde eller lange borde, hvor kontorelever, typografer, eller ingeniører sad og udførte gentagne funktioner. Det var hensigten med storrumskontorerne at skabe større samarbejde og et mere menneskeligt arbejdsmiljø.